# Josef Stiegler
Josef Stiegler, detto Pepi (Lienz, 20 aprile 1937), è un ex sciatore alpino e allenatore di sci alpino austriaco, campione olimpico e iridato nello slalom speciale a Innsbruck 1964.

## Biografia

### Carriera sciistica

#### Stagioni 1955-1959
Sciatore polivalente con maggior propensione alle prove tecniche, Josef Stiegler debuttò in campo internazionale in occasione della Settimana internazionale degli sport invernali 1955 (Megève, 19-23 gennaio), dove si classificò 28º nello slalom speciale; nel 1957 si piazzò 2º nella discesa libera del Czech-Marusarzówna-Memorial (Zakopane, 22-24 marzo) e vinse la discesa libera della Coppa dei Tre comuni ladini in Val Gardena e la combinata e il Gornergrat Derby dell'Otto Furrer Memorial a Zermatt.
Nel 1958 si aggiudicò la discesa libera, lo slalom speciale e la combinata della Coupe Émile Allais a Megève e la combinata dell'Otto Furrer Memorial a Zermatt; l'anno dopo fu 3º nello slalom speciale dell'Hahnenkamm (Kitzbühel, 16-17 gennaio), vinse lo slalom speciale e si classificò 3º nella discesa libera e 2º nella combinata della Coupe Émile Allais (Megève, 23-25 gennaio) e si piazzò 2º nello slalom gigante dell'Otto Linher Memorial (Zürs, 19 aprile).

#### Stagioni 1960-1961
Nel 1960 vinse la combinata del trofeo del Lauberhorn (Wengen, 9-10 gennaio) classificandosi 2º sia nella discesa libera sia nello slalom speciale, fu 2º nello slalom speciale e 3º nella combinata dell'Hahnenkamm (Kitzbühel, 15-17 gennaio) e agli VIII Giochi olimpici invernali di Squaw Valley 1960 (19-27 febbraio), sua prima presenza olimpica e iridata, vinse la medaglia d'argento nello slalom gigante e si classificò 15º nella discesa libera, 5º nello slalom speciale e 4º nella combinata, disputata in sede olimpica ma valida solo ai fini dei Mondiali 1960. Nel prosieguo di quella stagione si piazzò 2º nello slalom speciale della Harriman Cup (Sun Valley, 5-6 marzo), 2º nello slalom gigante e 3º nella combinata degli International American Championships (Stowe, 11-13 marzo) e vinse lo slalom gigante dell'Otto Linher Memorial (Zürs, 10 aprile).
Nella stagione 1960-1961 s'impose negli slalom speciali del trofeo del Lauberhorn (Wengen, 14-15 gennaio), dove fu anche 2c nella combinata, della Coupe Émile Allais (Megève, 27-29 gennaio), del Grand Prix du Chamonix (Chamonix, 23-26 gennaio), del Pokal Vitranc (Kranjska Gora, 4 marzo) e del trofeo Arlberg-Kandahar (Mürren, 10-12 marzo), dove fu anche 2º nella combinata; si classificò inoltre 2º nello slalom gigante del Patscherkofel (2 aprile).

#### Stagioni 1962-1964
Nel 1962 si piazzò 3º nello slalom speciale dell'Hahnenkamm (Kitzbühel, 21-22 gennaio) e 2º sia nello slalom speciale sia nella combinata della Coupe Émile Allais (Megève, 2-4 febbraio); ai Mondiali di Chamonix 1962 (10-18 febbraio) fu 20º nello slalom speciale, l'unica gara nella quale prese il via, e nella successiva stagione 1962-1963 si classificò 2º sia nello slalom speciale sia nella combinata della Coupe Émile Allais (Megève, 25-27 gennaio) e vinse lo slalom speciale del Pokal Vitranc (Kranjska Gora, 2-3 marzo).
Nella sua ultima stagione agonistica, 1963-1964, Stiegler si piazzò 2º nello slalom speciale di Bad Hindelang del 6 gennaio, 2º nello slalom gigante di Wengen dell'11 gennaio e raggiunse l'apice della carriera in occasione dei IX Giochi olimpici invernali di Innsbruck 1964 (29 gennaio-9 febbraio), dove vinse la medaglia d'oro nello slalom speciale e quella di bronzo nello slalom gigante, entrambe valide anche i fini dei Mondiali 1964. Furono le ultime gare che disputò.

### Altre attività
Dopo il ritiro divenne allenatore nei quadri della Federazione sciistica dell'Austria (1964-1965) e in seguito si trasferì negli Stati Uniti, dove fu per quasi trent'anni il direttore della scuola sci di Jackson Hole e poi, fino al 2002, lavorò nella promozione di quella stazione sciistica. È padre di Resi e Seppi, a loro volta sciatori alpini.

## Palmarès

### Olimpiadi
- 3 medaglie, valide anche ai fini dei Mondiali:
  - 1 oro (slalom speciale a Innsbruck 1964)
  - 1 argento (slalom gigante a Squaw Valley 1960)
  - 1 bronzo (slalom gigante a Innsbruck 1964)

### Classiche
Arlberg-Kandahar
- 1 vittoria (slalom speciale a Mürren 1961)

Coppa dei Tre comuni ladini
- 1 vittoria (discesa libera a Val Gardena 1957)

Coupe Émile Allais
- 5 vittorie (discesa libera, slalom speciale, combinata a Megève 1958; slalom speciale a Megève 1959; slalom speciale a Megève 1961)

Grand Prix du Chamonix
- 1 vittoria (slalom speciale a Chamonix 1961)

Lauberhorn
- 2 vittorie (combinata a Wengen 1960; slalom speciale a Wengen 1961)

Otto Furrer Memorial
- 3 vittorie (combinata, Gornergrat Derby a Zermatt 1957; combinata a Zermatt 1958)

Otto Linher Memorial
- 1 vittoria (slalom gigante a Zürs 1960)

Pokal Vitranc
- 2 vittorie (slalom speciale a Kranjska Gora 1961; slalom speciale a Kranjska Gora 1963)

### Campionati austriaci
- 8 medaglie[senza fonte]:
  - 4 ori (slalom speciale nel 1960; slalom speciale, combinata nel 1961; slalom gigante nel 1963)[3]
  - 2 argenti (combinata nel 1960; slalom gigante nel 1961)[senza fonte]
  - 2 bronzi (slalom speciale, combinata nel 1962)[senza fonte]

### Campionati austriaci juniores
- 2 ori (slalom speciale, combinata nel 1957)[3]

## Riconoscimenti
- Sportivo austriaco dell'anno (1964)[3]
- U.S. Ski and Snowboard Hall of Fame (2001)[24]